# Великий Ізраїль

Монета в 10 агор, що в обігу з 1985

Великий Ізраїль — спірна ідея з кількома діаметрально різними варіантами реалізації. Ґрунтується на кордонах Землі Ізраїлю, описаних в Торі. 
Останнім часом — саме загальне визначення землі, на якій розташовується держава Ізраїль разом з Західним берегом річки Йордан. Інші визначення включають територію колишнього британського мандату в Палестині, в межах 1923 або 1948 років. 

## Суперечка про монету в 10 агорот
Монета в 10 агорот стала на Близькому Сході предметом жорстоких дебатів. Багато палестинців, серед яких був покійний лідер ОВП Ясір Арафат, вважають, що на аверсі монети зображена карта «Великого Ізраїлю», від Середземного моря до Межиріччя і від Червоного моря до Євфрату. Таким чином, ті палестинці, які поділяють цю думку, вважають, що Ізраїль декларує політику, яка ставить своєю метою відтворення Ізраїлю в міфічних кордонах часів царя Соломона, і збирається зайняти територію сучасних держав — Йорданії, Сирії, Саудівській Аравії та Іраку. І вже точно територія палестинської держави, за незалежність якої бореться ОВП, буде під ізраїльським контролем, з чим палестинці змиритися не можуть. 
Банк Ізраїлю пояснює, що на аверсі монети зображена стародавня монета останнього Юдейського царя з династії Хасмонеїв, Антигона II, яка була випущена близько 40-37 до н.е. під час облоги Єрусалиму римлянами. На монеті зображений семисвічник (менора). 
Вперше спірне зображення з'явилося 2 травня 1984 на монеті в 100 шекелів (нині згадуються як «старі шекелі»). Під час деномінації 4 вересня 1985 зображення перекочувало на монету в 10 агорот, відповідну за вартістю 100 старим шекелів. 
Також це зображення було обрано офіційним символом Банку Ізраїлю.

## Див. Також
- Об'єднана Вірменія
- Велика ідея
- Ізраїльські поселення